# Église Saint-Paul de Beaucaire
Pour les articles homonymes, voir Église Saint-Paul.
L'église Saint-Paul est une église catholique, majoritairement de style gothique provençal, sise à Beaucaire, dans le département français du Gard.

## Historique
Cette église appartenait originellement au couvent, aujourd'hui disparu, des cordeliers encore dénommés frères mineurs. Installés d'abord hors les murs, près du Rhône, ils transférèrent leur couvent dans l'enceinte de la ville à cause de l'insécurité occasionnée par la guerre de Cent Ans contre les Anglais et commencèrent la construction de l'église en 1360, en réemployant des matériaux de l'édifice précédent du XIIe siècle de style roman que l'on retrouve donc notamment au niveau des colonnettes du portail. Mais il n'est pas impossible que l'archaïsme des piliers rectangulaires de la nef, des ogives retombant sur des culots et des doubleaux chanfreinés s'explique aussi par le réemploi d'éléments de maçonnerie du XIIe siècle.
À cette nef du XIVe siècle fut ajouté en 1450 un chœur étayé de petits arcs boutants d'où émerge la flèche à crochets typique des clochers méridionaux du XVe siècle. C'est Tanneguy du Chastel, viguier de Beaucaire, qui en fut le maître d'ouvrage et un écu portant ses armes orne la clef de voûte sise face à la porte latérale donnant sur la rue Eugène-Vigne.
En 1622 se tinrent en cette église les États du Languedoc, présidés par Louis XIII.
En 1791, sous la Constituante, elle prit le nom de Saint-Bonaventure et en 1792 un cafetier avignonnais vint y exercer son commerce durant la Foire. Ensuite le mobilier fut saccagé et la nef servit de réserve à fourrage avant que le sanctuaire ne soit rendu au culte catholique en mars 1804.
L'édifice est classé au titre des monuments historiques depuis le 2 décembre 2005.

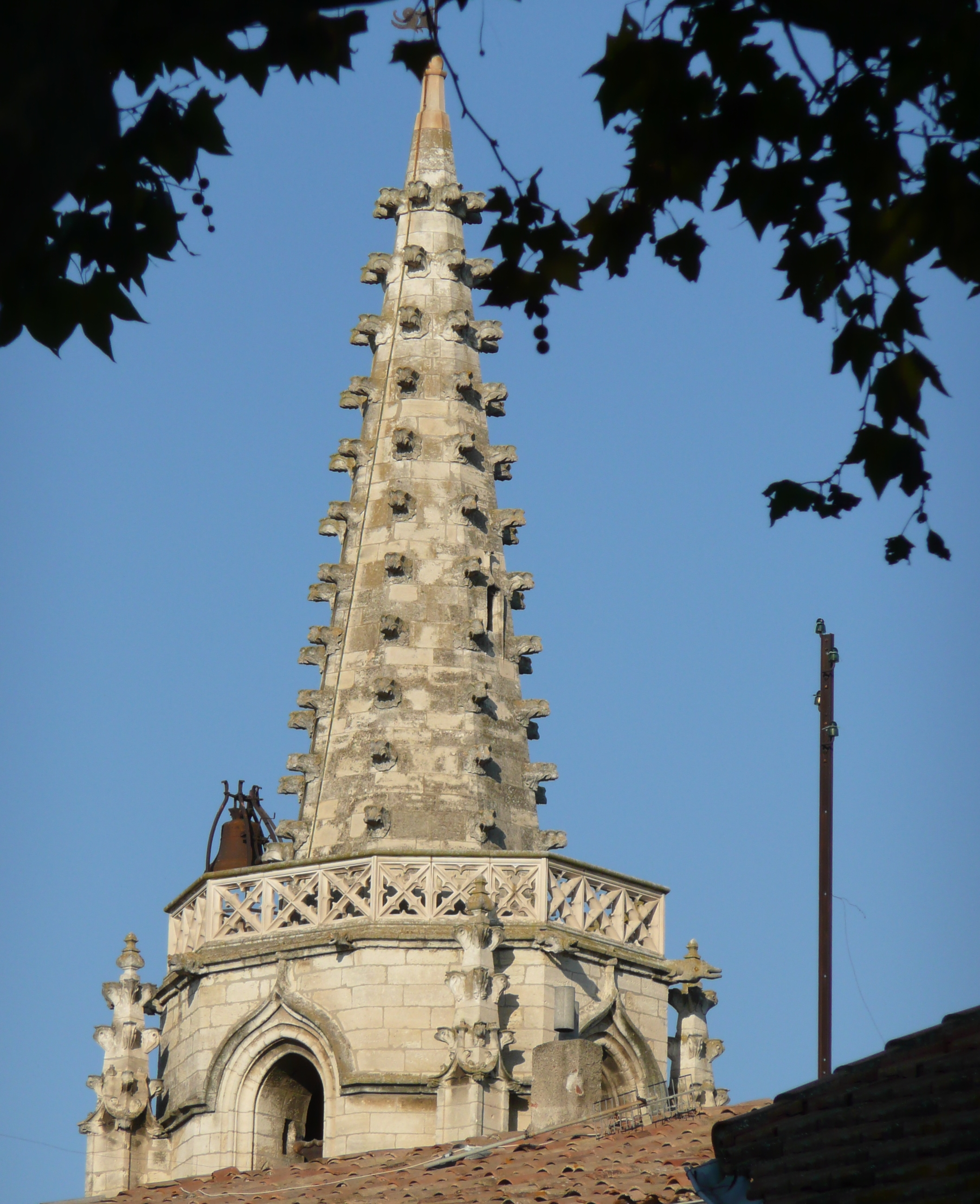
clocher sommé d'une flèche à crochets
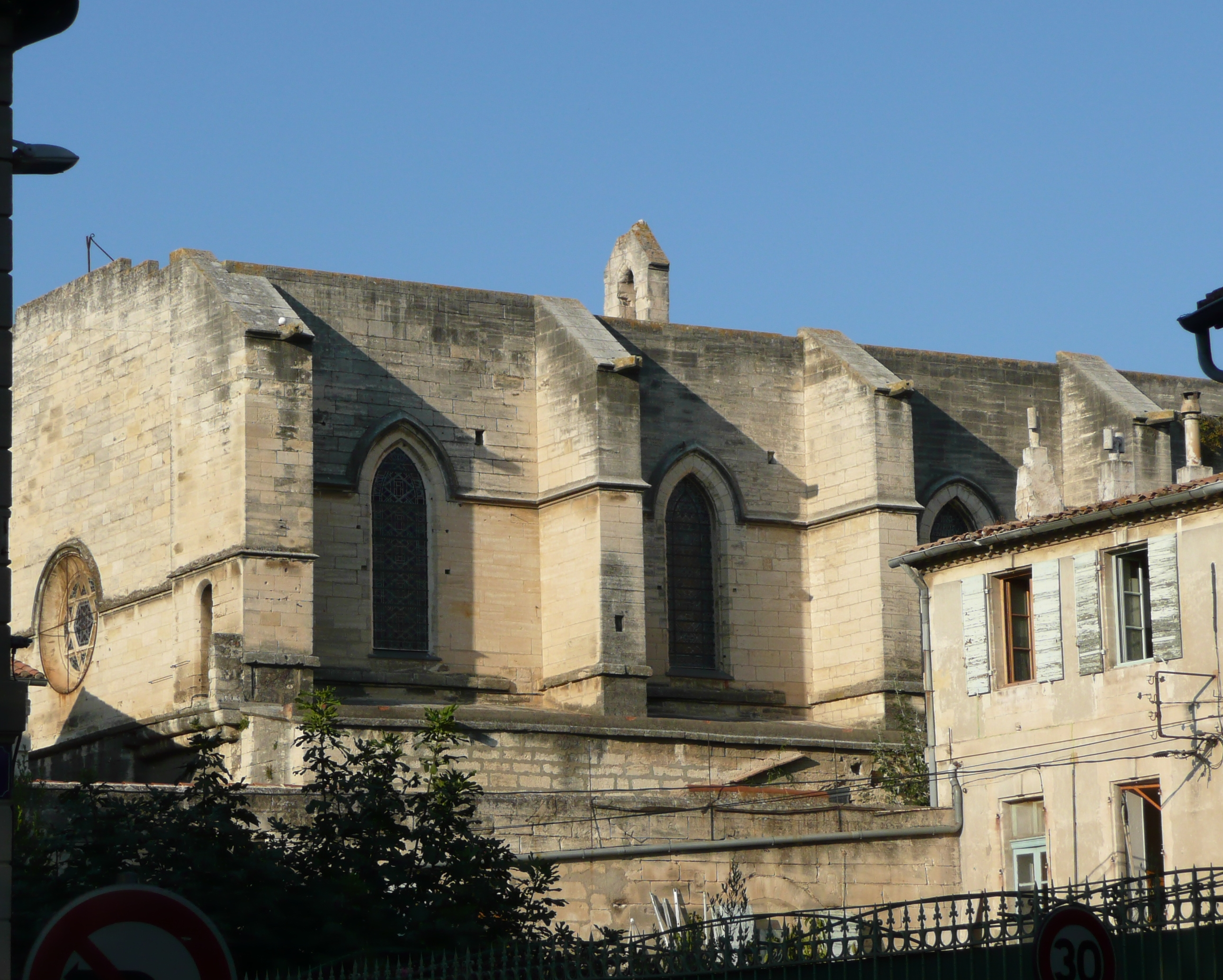
Nef, façade sud avec le minuscule clocher du XIVe resté en place
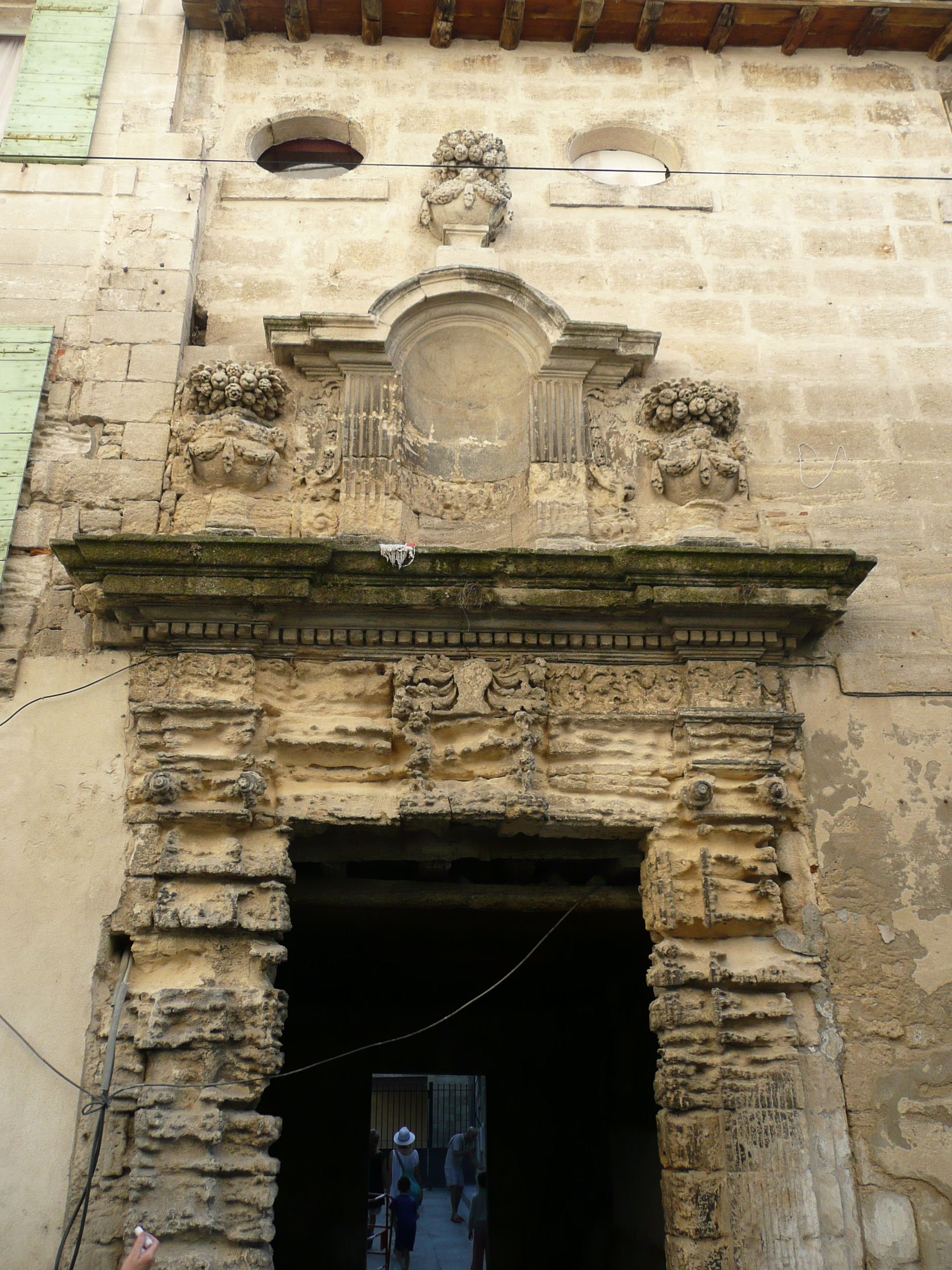
Portail de l'ancien couvent, au 26 de la rue Eugène-Vigne, permettant l'accès au chevet de l'église.

## Architecture

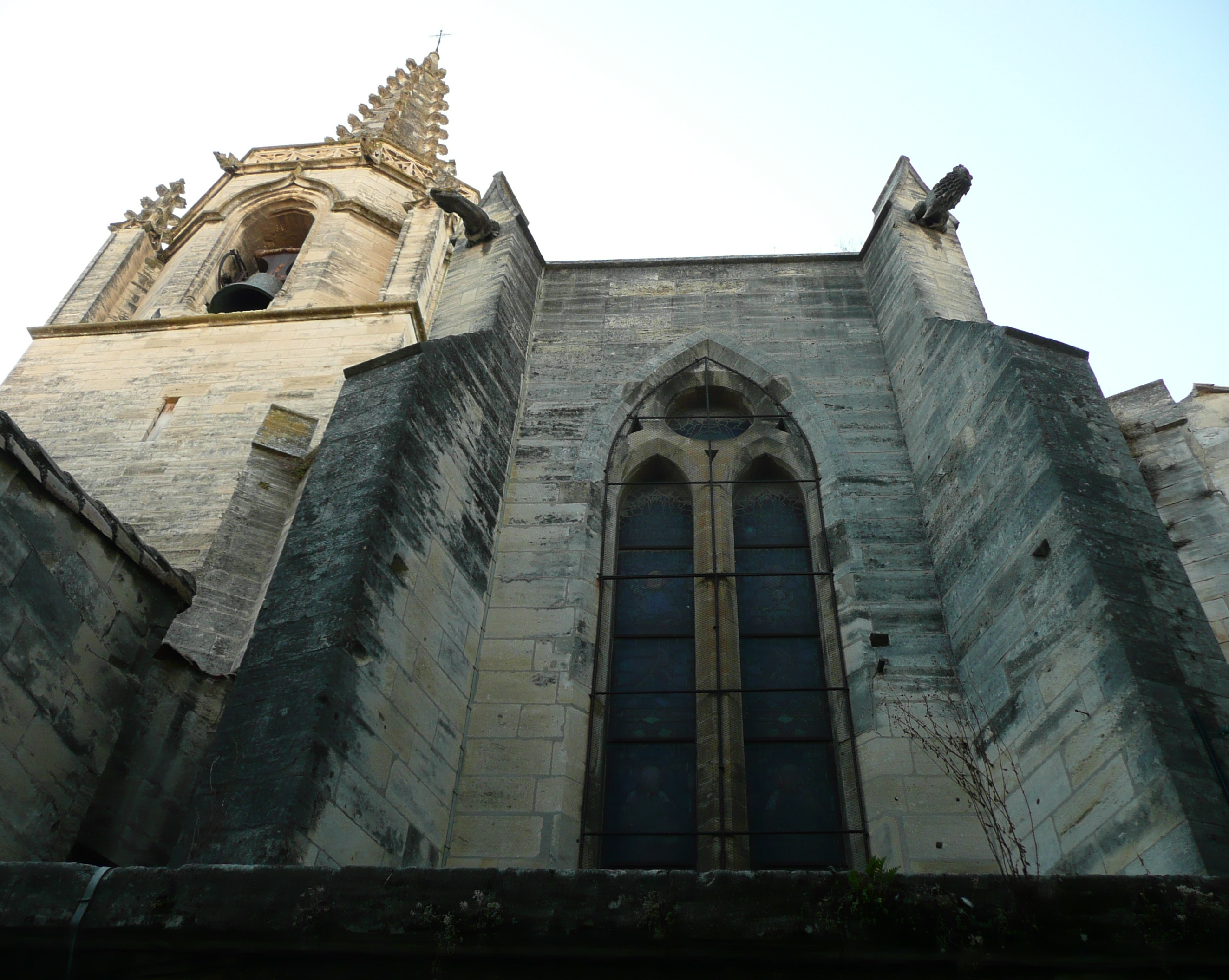
Chevet
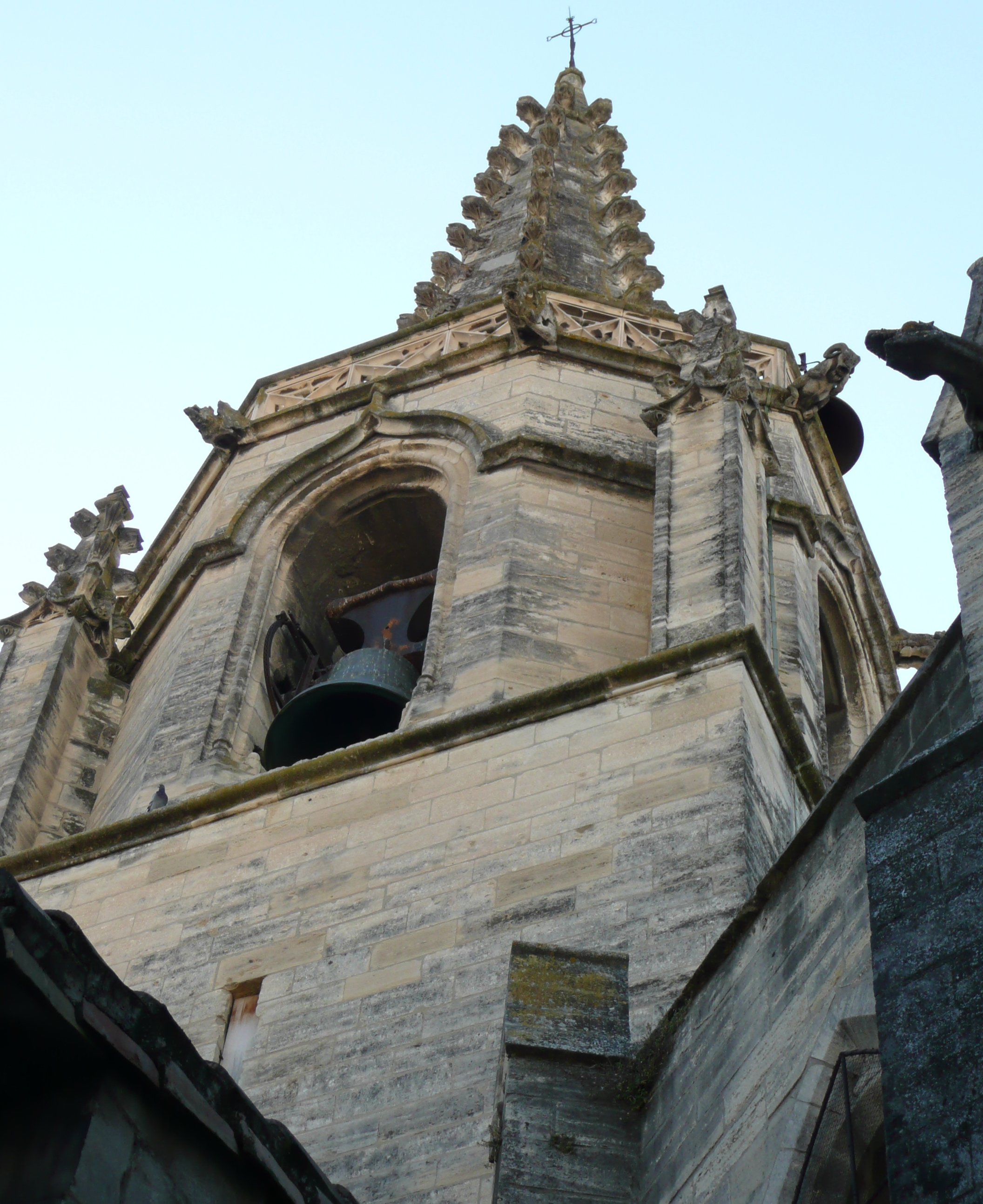
Face est du clocher
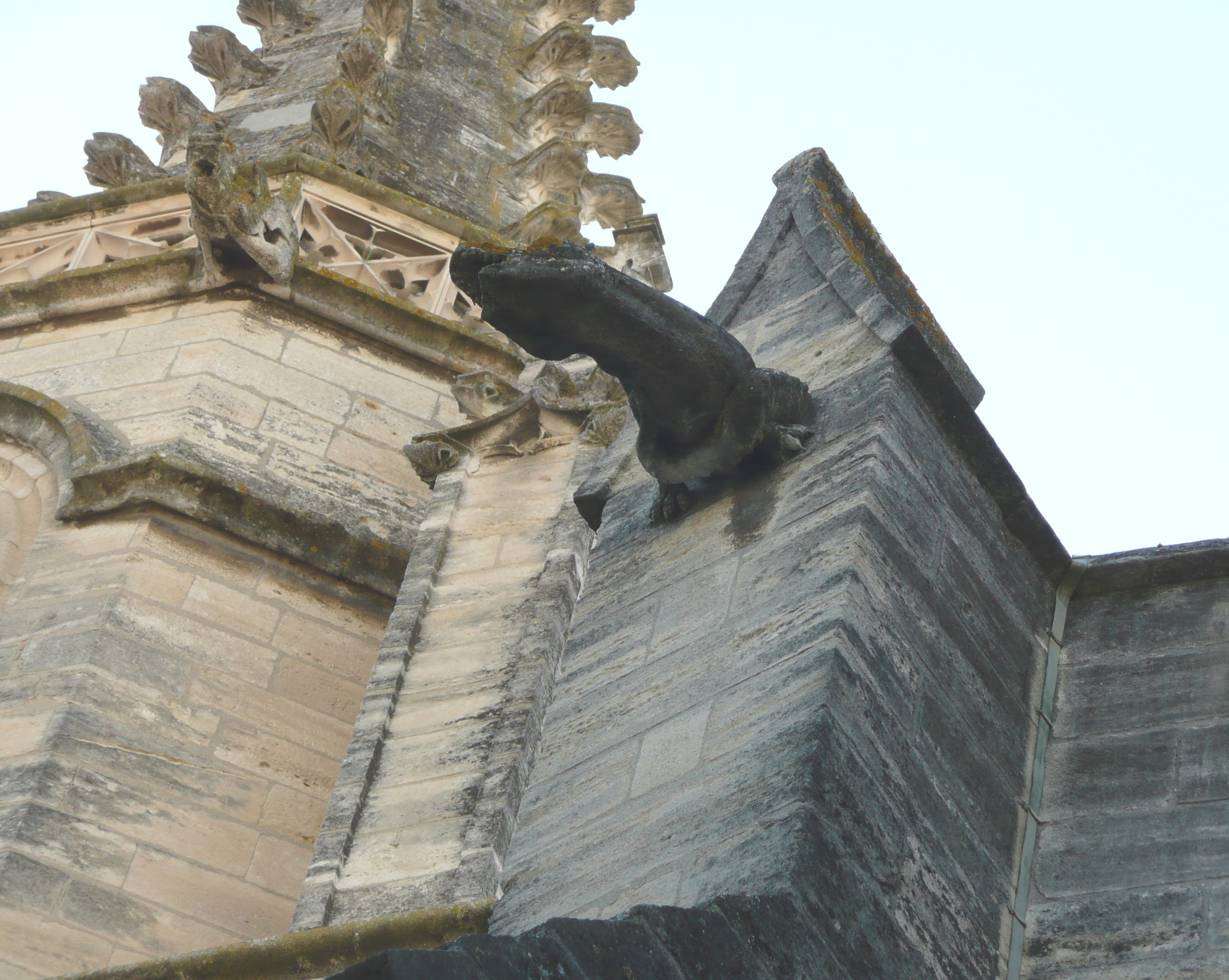
Gargouille sud du chevet
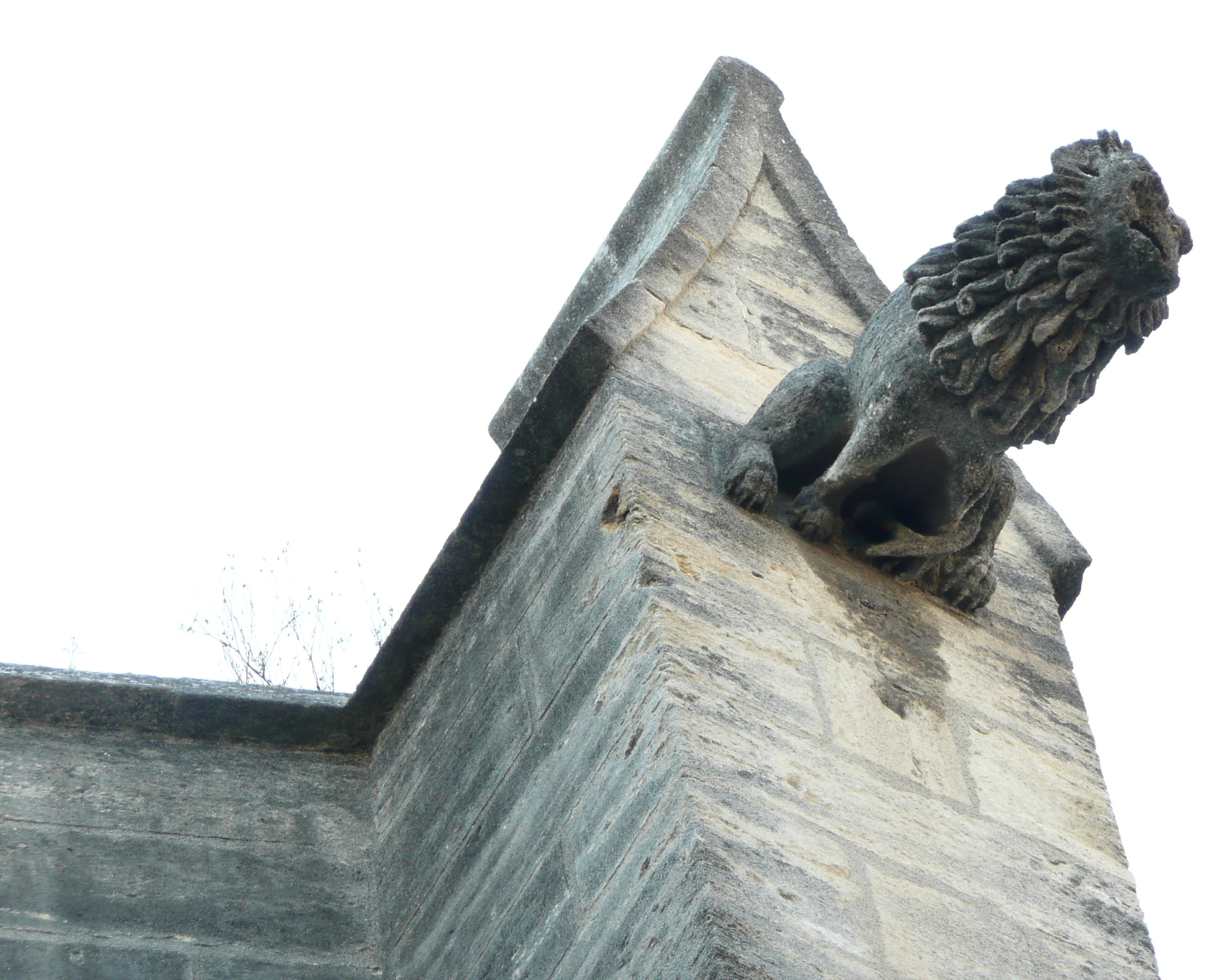
Gargouille nord du chevet

L'édifice mesure 40 mètres sur 20; la nef, formée de quatre travées sur un plan barlong (rectangulaire) de 20m sur 12m, élève les clefs de ses croisées d'ogives à 17 mètres. Les frères mineurs devant respecter des vœux de pauvreté et d'humilité, l'architecture originelle est austère et dépouillée de tout ornement ou sculpture. Toute la décoration a été ajoutée par la suite. L'église est d'autre part enchâssée par les petites maisons de rapport construites au début du XVIIe siècle que les cordeliers louaient au moment de la célèbre foire de Beaucaire ou foire de la Madeleine (Marie-Madeleine étant la sainte-patronne de la ville).
Toute l'église (plan, élévations, ensembles et détails) a été conçue sur un schéma directeur basé sur le triangle équilatéral. De plus certains éléments comme les arcs latéraux des entrées des chapelles recourent au rapport harmonieux 2 sur 1, fréquent dans les édifices médiévaux.
La nef, avec ses contreforts et ses chapelles latérales, est donc du XIVe siècle avec réemploi d'éléments romans du XIIe siècle provenant de l'édifice précédent démoli lors du transfert à l'intérieur des murs de la ville. Les chapelles latérales, logées entre ces contreforts, étaient autrefois éclairées par des fenêtres, maintenant aveuglées par des lambris. Seules subsistent les ouvertures éclairant la nef avec leurs arcs tracés en quart point. À l'extérieur, on voit nettement la liaison entre les deux époques de construction, vers l'arc triomphal, les maçons du XVe siècle ayant coupé brutalement l'ogive du XIVe siècle pour y greffer l'arc prismatique pénétrant, à l'autre extrémité, dans les supports fasciculés du chœur.
Le chœur, moins élevé que la nef, formé de deux travées, se termine par une abside et deux chapelles latérales. Le chevet, voûté d'ogives, est éclairé par trois baies divisées en deux lancettes par un meneau de pierre s'épanouissant en une rosace au sommet de l'arc et garnies en 1880 de vitraux représentant : la Vierge, saint François recevant les stigmates, saint Paul armé de son épée, saint Pierre et sa clef, saint Sixte, sainte Marie-Madeleine et son récipient de parfums, sainte Marthe et la Tarasque.
Dans la façade ouest s'ouvre, au centre du large fronton, un oculus dans lequel sont placés deux triangles équilatéraux dont les prolongements des côtés commandent sa composition d'ensemble comme dans le reste de l'édifice. Le portail, dans l'ébrasement duquel ont été réemployées des colonnettes romanes de l'église précédente, est orné de deux tympans superposés, le supérieur occupé par un décor géométrique datant du XVe siècle, et le second, de 1632, constitué d'un bas-relief où figurent Saint Louis, Saint-Antoine de Padoue, et sainte Élisabeth de Hongrie, tous deux patrons du Tiers Ordre de Saint François.
La décoration extérieure de la porte latérale donnant dans la rue Eugène-Vigne est un pseudo gothique datant du XIXe siècle
(Pour une meilleure compréhension, voir les photos et schémas du lien externe).
À remarquer, un peu plus loin dans la rue Eugène Vigne, au numéro 26, le portail d'entrée du XVIe siècle, seul vestige subsistant du couvent des Cordeliers, permettant l'accès au chevet de l'église. Il est classé au titre des monuments historiques depuis le 17 février 2006.

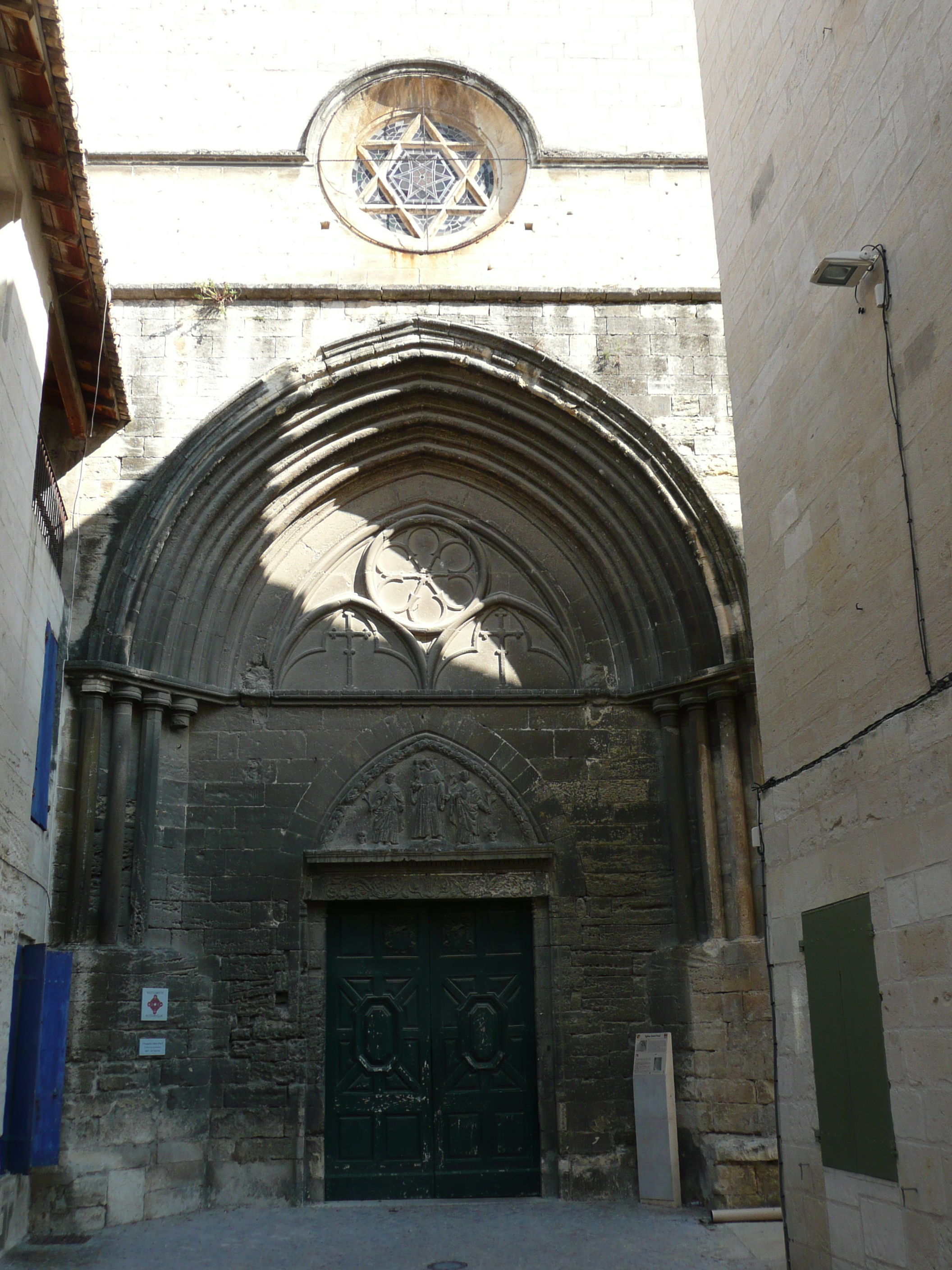
Vue globale de la façade ouest
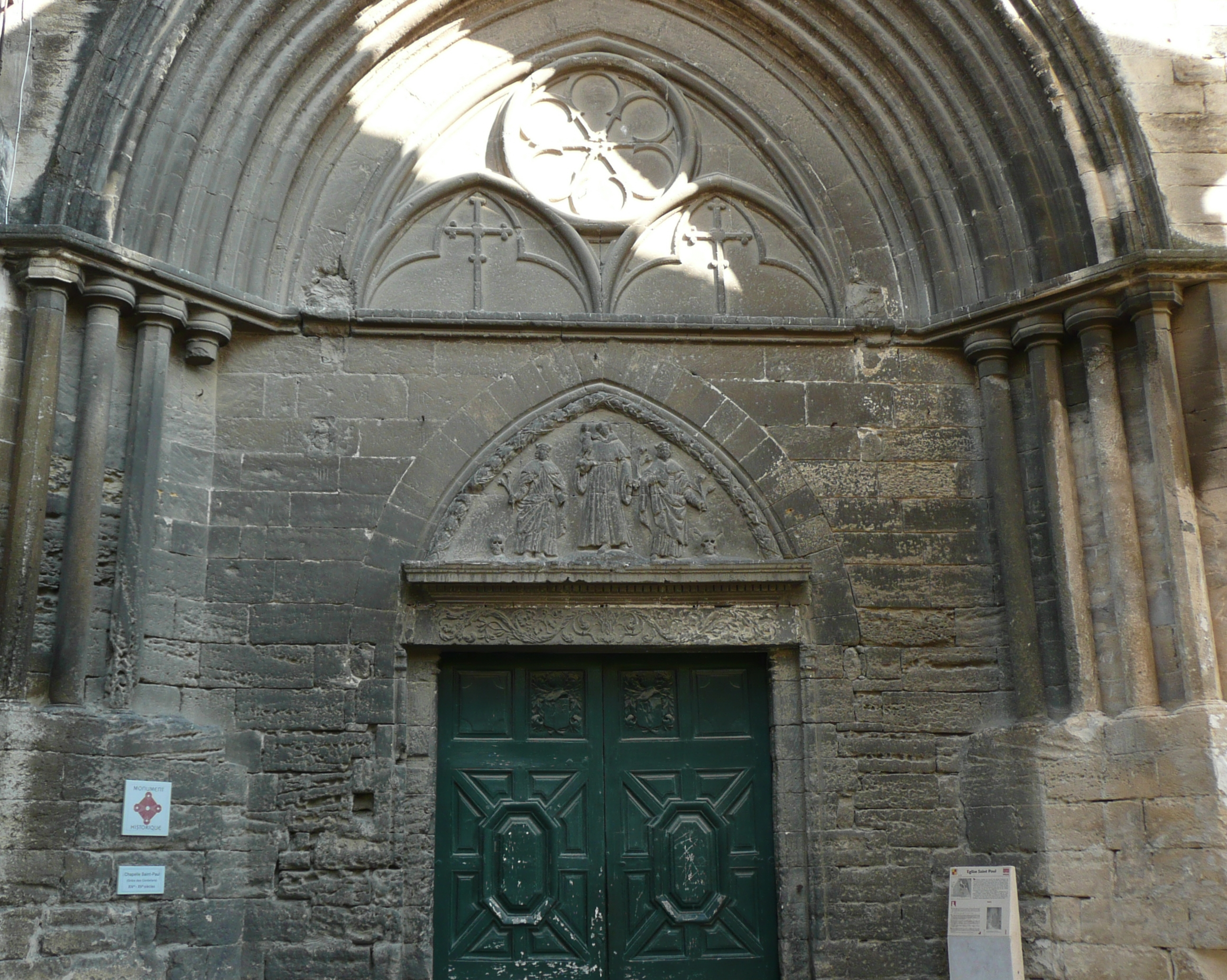
Réemploi des colonnettes romanes provenant de l'édifice du XIIe
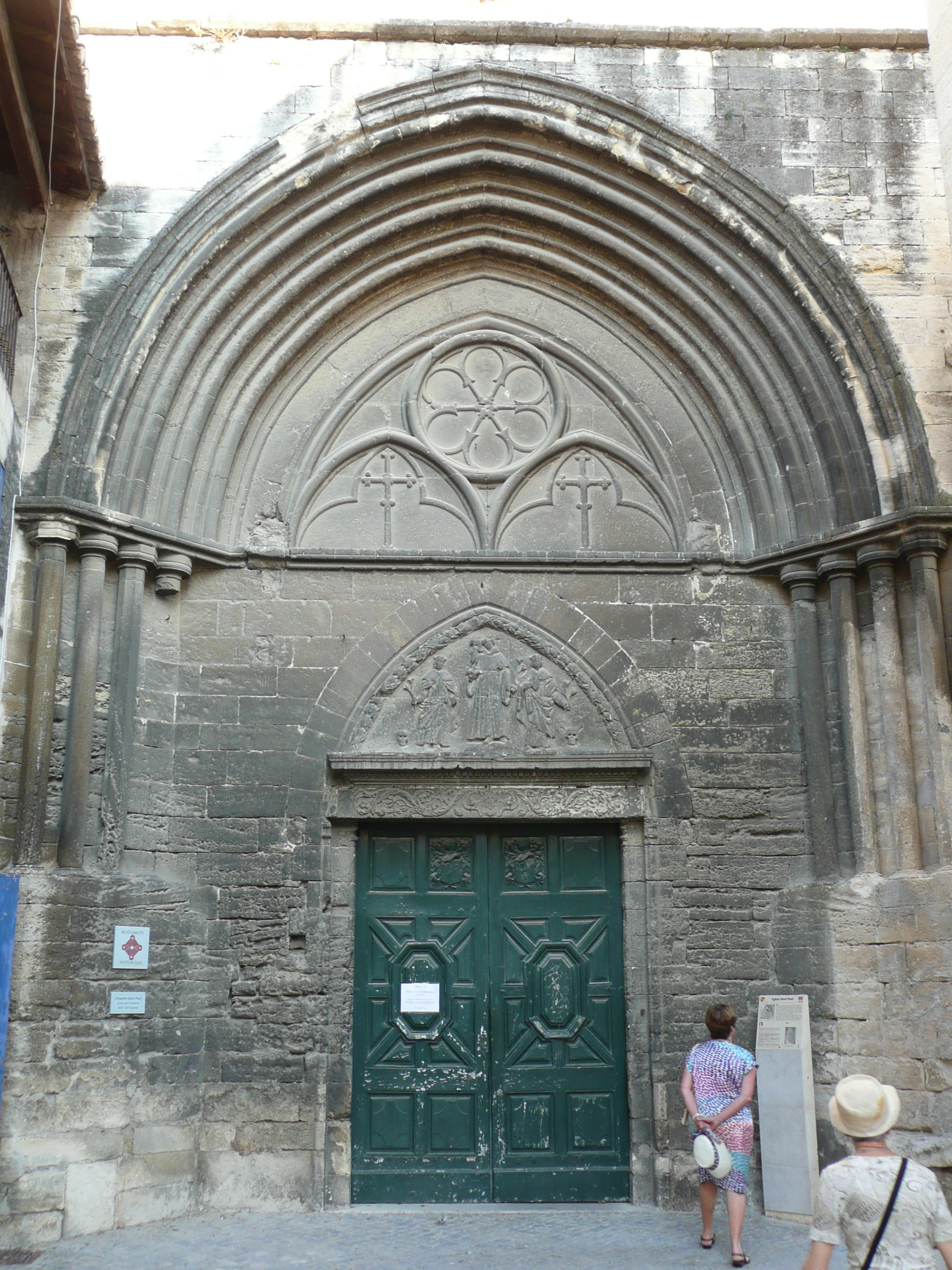
Portail ouest
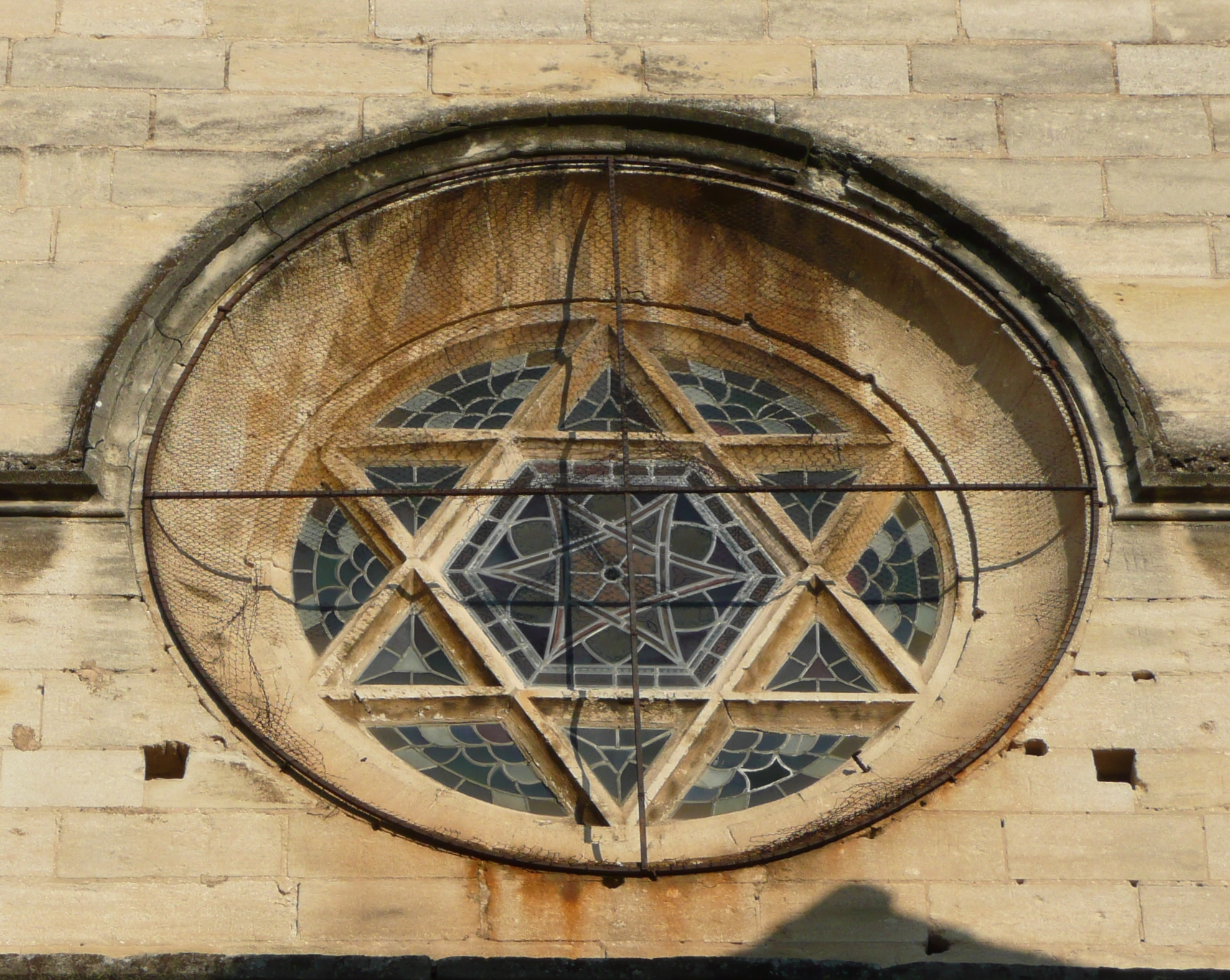
Oculus de la façade ouest
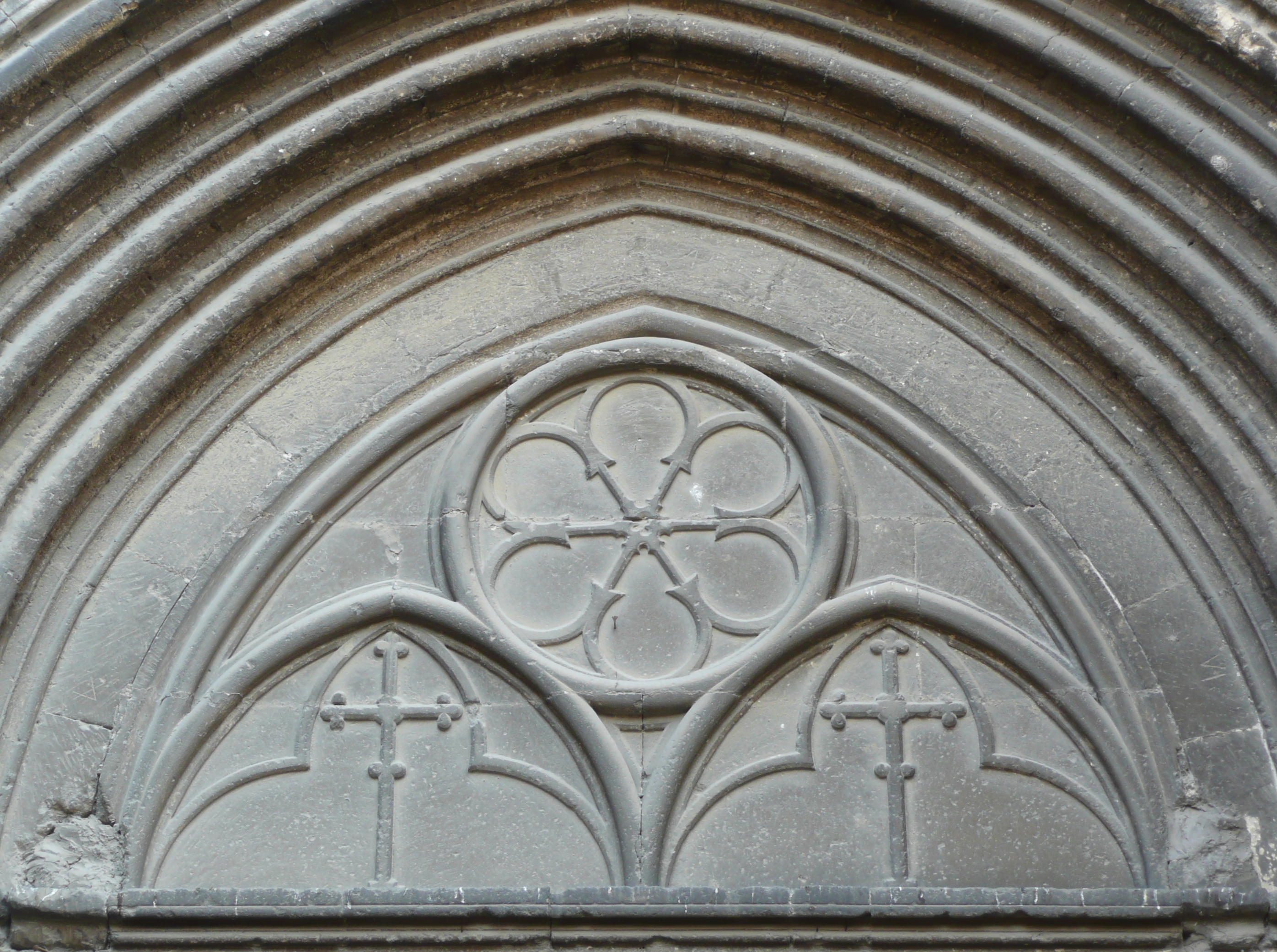
Portail ouest, tympan supérieur du XVe, à motifs géométriques
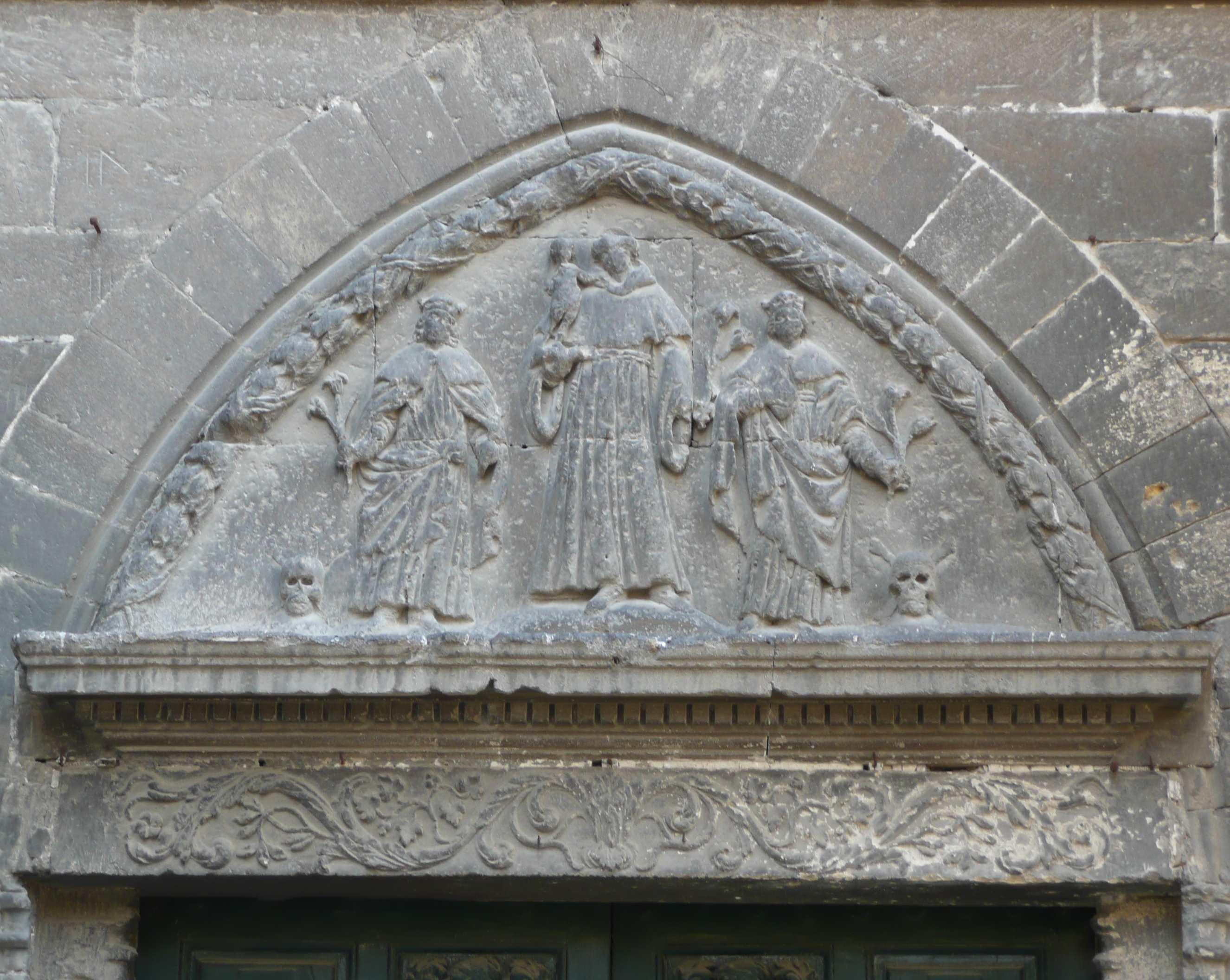
Portail ouest, tympan inférieur de 1632, bas-relief représentant Saint Louis, saint Antoine de Padoue et sainte Élisabeth de Hongrie

## Orgue
De l'époque ante-révolutionnaire il ne reste pratiquement rien; en effet l'élégant buffet d'orgue de 1773 a été acheté à Cavaillon au tout début du XIXe siècle pour remplacer l'orgue détruit pendant les troubles révolutionnaires. De style Versailles, à trois pans, c'est un  rescapé de la furie destructrice de la Terreur, la partie instrumentale, elle, n'ayant pas échappé à la frénésie de reconstruction d'entre les deux guerres en 1930. Son soubassement est orné de trois nœuds Marie-Antoinette auxquels semblent accrochés des trophées d'instruments de musique, le central comportant une lyre ayant disparu. Ce buffet est classé au titre objet des monuments historiques depuis le 7 décembre 1994. 
La composition de l'instrument originel nous est toutefois connue grâce à un devis de relevage de 1805 du père du célèbre Aristide Cavaillé-Coll, Dominique-Hyacinthe Cavaillé-Coll qui, d'ailleurs, se maria dans cette église en 1808 et entretint l'orgue jusqu'en 1815.
C'était un orgue de 18 jeux répartis sur 2 claviers avec gravures alternées sur 2 sommiers diatoniques: G.O. de 12 jeux et 50 notes(ut1 à ré5,sans ut#1), Récit de 2 jeux et 27 notes(ut3 à ré5) et un pédalier de 4 jeux et 12 notes(ut1 à ut2,sans ut#1).

## Mobilier
Tout le reste du mobilier a été progressivement installé à partir de la réouverture de l'église comme paroisse, après le Concordat.
On peut remarquer dans le chœur le maître-autel en marbre polychrome; dans la chapelle Saint-Théophile (père de l'Église du IIe siècle) une châsse de procession vitrée de style néogothique contenant la reproduction d'une jeune-fille couronnée de fleurettes figurant sainte Luce, martyre du IVe siècle; et dans la chapelle Saint-Louis, roi de France, sa statue par le sculpteur beaucairois Cartailler en 1860.
Mais les éléments de décoration les plus importants sont les nombreuses toiles hagiographiques parmi lesquelles trois tableaux du peintre arlésien Jacques Réattu dont ils constituent le seul corpus religieux. C'est à la fin de sa vie que le décès brutal du peintre d'origine beaucairoise Jean Vignaud obligea le conseil de fabrique à s'adresser à lui. Il proposa aux fabriciens un cycle de cinq toiles sur la vie de Saint Paul mais ne put en réaliser que trois, emporté par une attaque d'apoplexie le 11 novembre 1826 à Nîmes (Archives Départementales du Gard, Nîmes); et c'est Augustin Aubert, directeur de l'école de dessin de Marseille de 1810 à 1845 qui termina ce travail avec la Conversion de Saint Paul en 1834 et la Décollation de Saint Paul en 1837 visibles de part et d'autre des grilles du chœur. De Réattu on peut donc admirer : le Baptême de Saint Paul de 1830, voisinant derrière le banc du Conseil de Fabrique avec la Prédication de Saint Paul de 1860 par Sébastien Norblin de la Gourdaine, offert par Napoléon III en 1861; la Prédication de Saint Paul de 1827 (au nord) et le Miracle de Saint Paul de 1830 (au sud) ornant le chœur de part et d'autre des trois baies.
On peut également voir dans la chapelle du Sacré-Cœur un retable d'Antoine Vignaud, frère aîné de Jean, beaucoup moins renommé que lui, avec : Saint-François d'Assise en méditation 1825, Le Bon Pasteur ramenant la brebis égarée 1824, Adoration du Sacré-Cœur 1820, La Visitandine Sainte-Marie-Marguerite Alacoque, Jésus ressuscité 1824 et Sainte-Thérèse d'Avila.
Dans la chapelle des Saintes Maries se trouvent une barque en bois portant les statues de Marie-Jacobé, Marie-Salomé et Sarah, une toile du XIXe siècle reprenant le même sujet et un tableau du XVIIIe de l'Avignonnais Pierre Parrocel : le Martyre de Sainte Ursule et ses onze compagnes.
Dans la chapelle Notre-Dame de Grâce, on trouve une statue du XVIIe siècle figurant la Vierge à l'enfant avec, à ses pieds, saint Jean-Baptiste, latéralement deux cartouches peints en 1866 par Bernard Gentilini représentant l'Annonciation et Élisabeth & Marie admirant leurs enfants, et, en haut, trois panneaux cintrés illustrant la Présentation au Temple, le Couronnement de la Vierge et, au centre, Notre-Dame de Lourdes avec sainte Bernadette.
On peut enfin signaler, dans la chapelle Saint-Jean (première à droite en entrant), une toile du XVIIIe siècle de Guillermus Ernestus, représentant, face à saint François, un roi auréolé couvert d'une hermine fleurdelisée, portant un froc serré par une cordelière, une couronne royale à ses pieds et sur un coussin une couronne d'épine; il s'agit de saint Louis d'Anjou laissant la couronne de Naples à son frère cadet pour rester frère cordelier. Il est, d'ailleurs, avec saint Roch, patron des frères mineurs conventuels de la province du Languedoc.

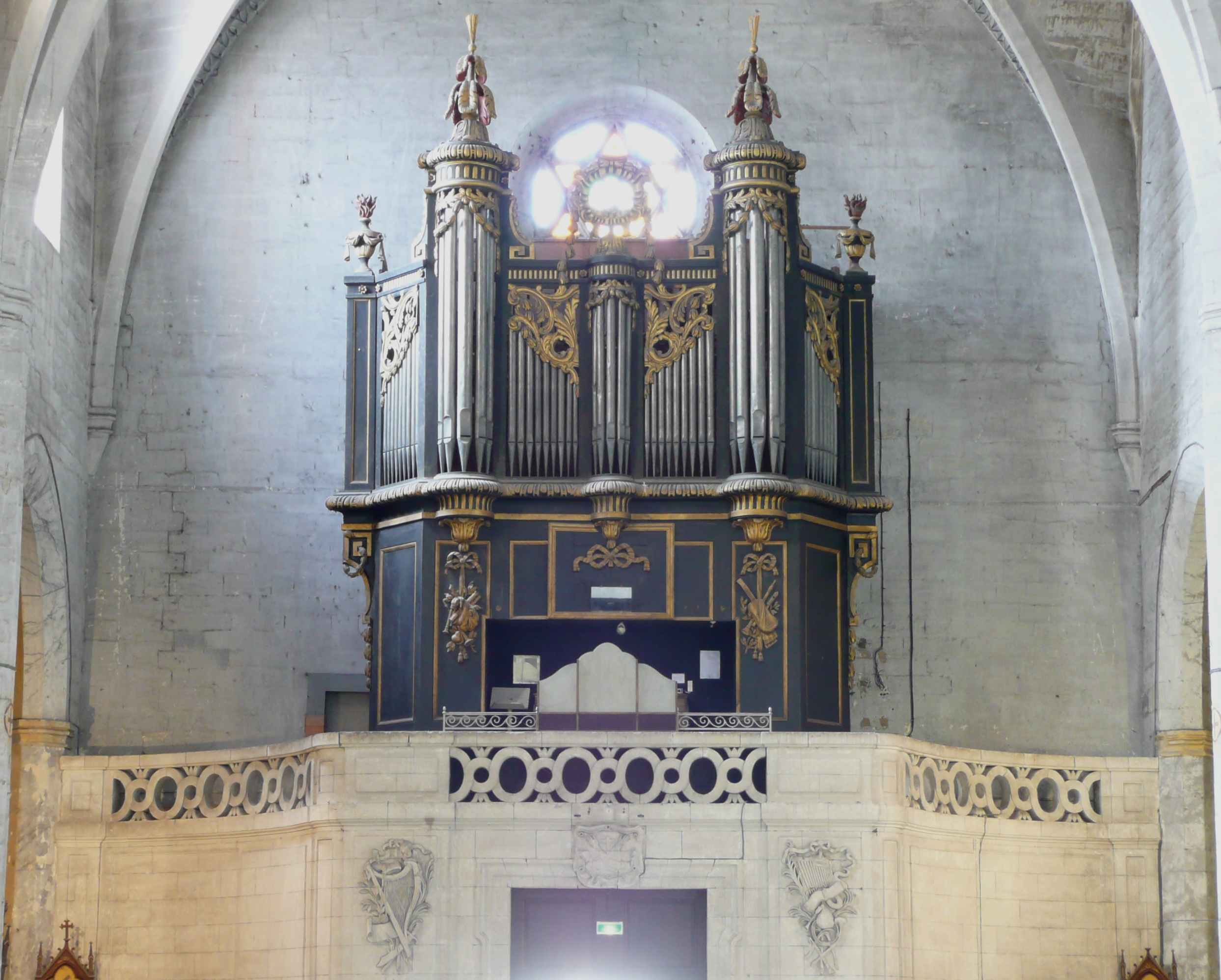
tribune et buffet d'orgue de 1773
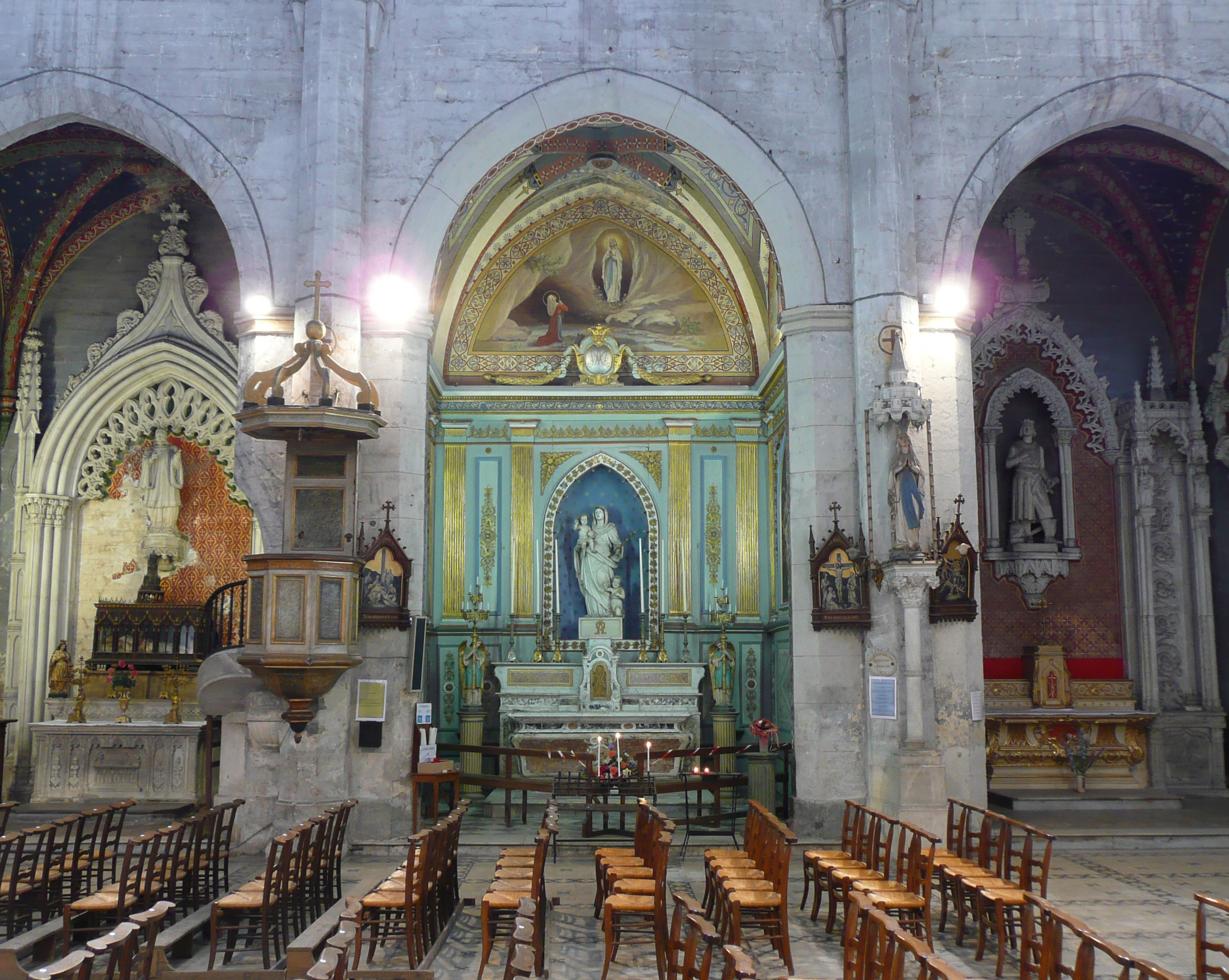
chapelle Notre-Dame-de-Grâce flanquée à gauche de la chapelle Saint-Théophile, à droite Saint Louis, roi de France
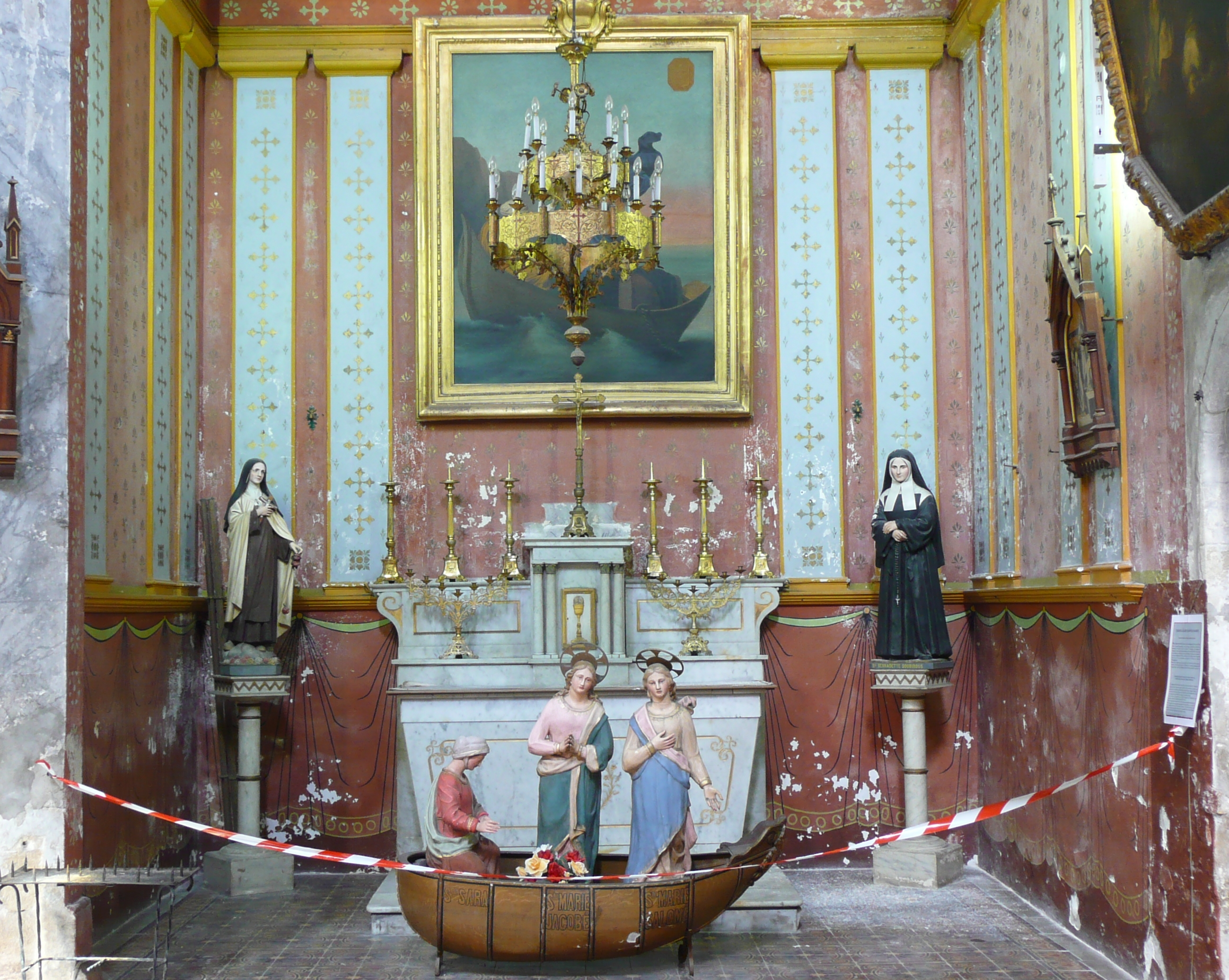
chapelle des Saintes Maries de la Mer:Jacobé et Salomé.
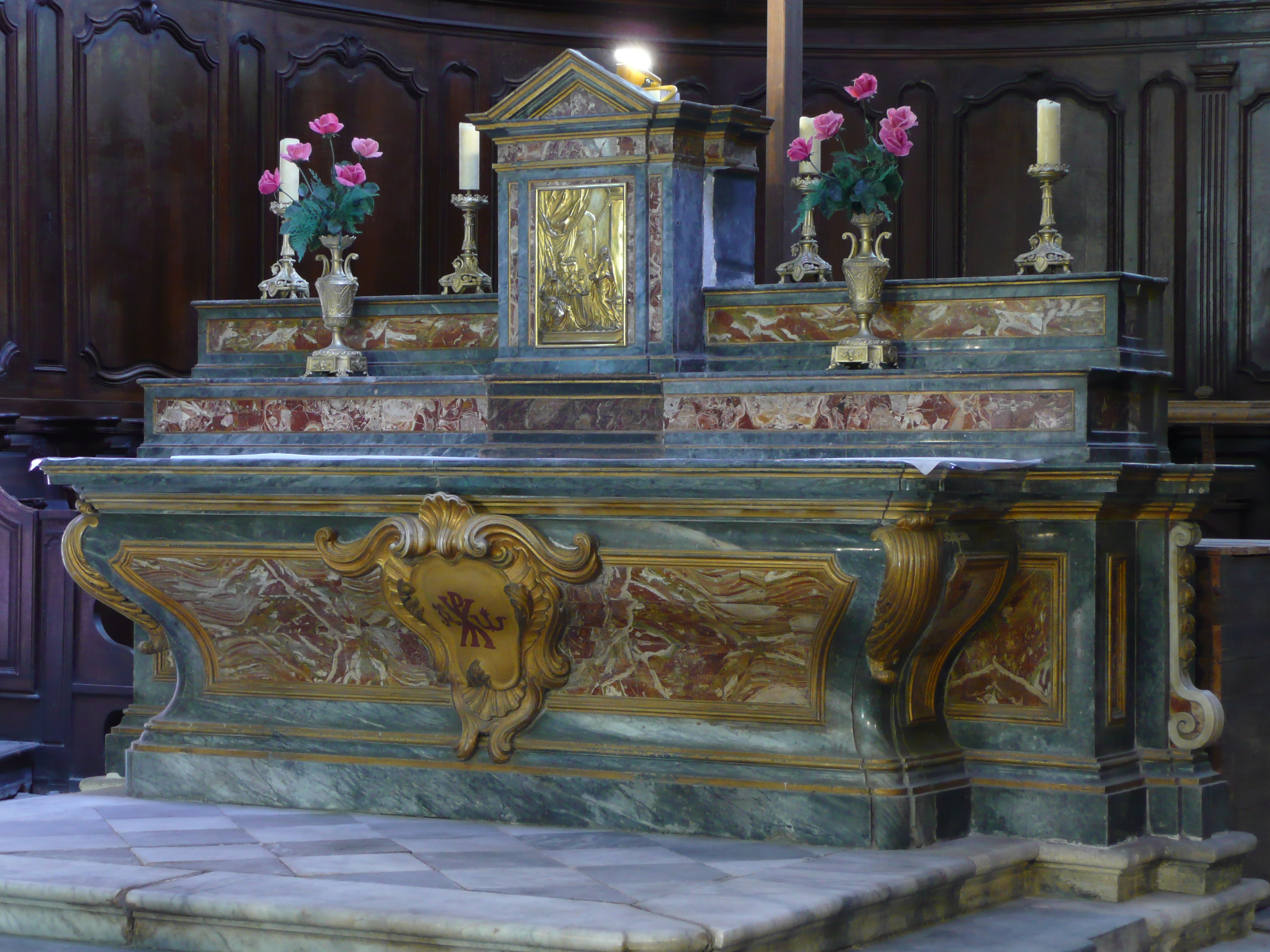
Dans le chœur, maître-autel en marbre polychrome.
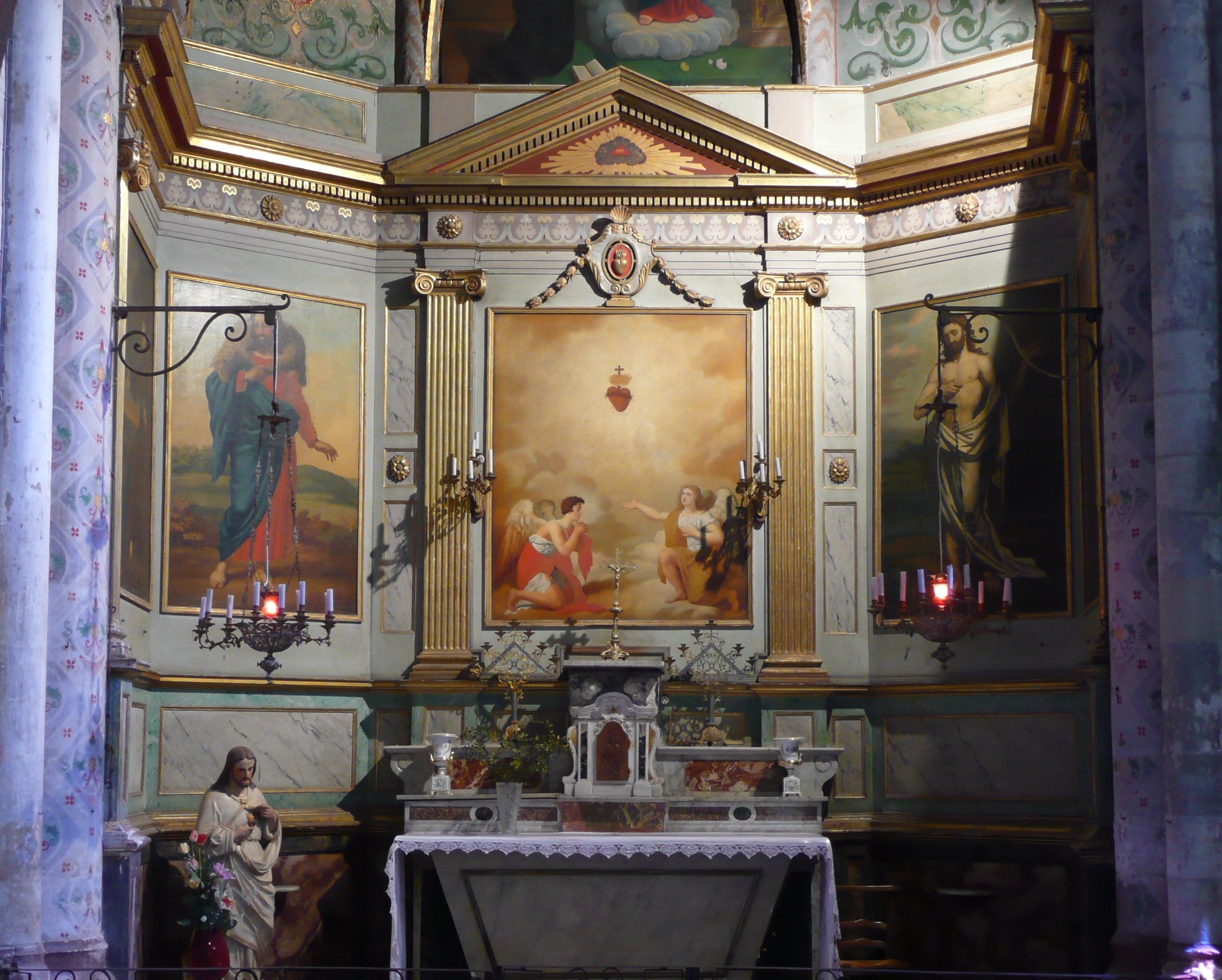
Retable d'Antoine Vignaud
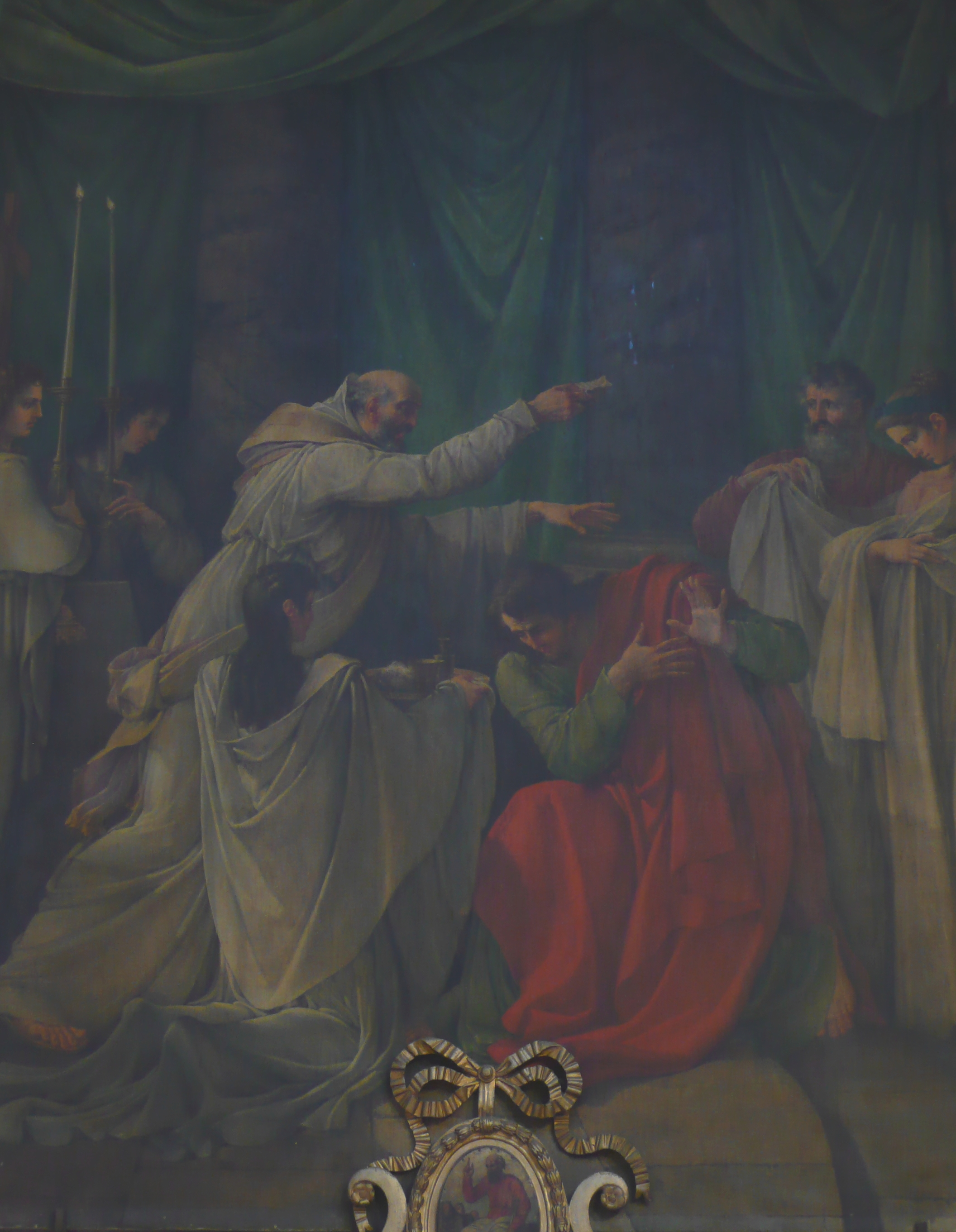
Jacques Réattu, le Baptême de saint Paul, 1830.

### Sources
- 2 prospectus à disposition dans l'église, édités par la commune de Beaucaire, rédigés par Marie-Pierre Maurin, du service "Ville d'Art et d'Histoire", d'après les travaux et recherches d'Olivier Lombard parus dans les bulletins 66 à 68 de la Société d'histoire et d'archéologie de Beaucaire.
- Olivier Lombard, « L'église Saint-Paul, ancienne église des Frères mineurs à Beaucaire », Bulletin de l'École antique de Nîmes, no 4, 1969.
- Orgues en Languedoc-Roussillon, tome 2, Gard-Lozère, ARAM-LR, Édisud.  (ISBN 2-85744-313-7)